# Black and Tan Coonhound
Il black and tan coonhound è una razza di cane da seguita di origini americane, sviluppato per la caccia al procione. È l'unico tra i vari coonhound (cani per la caccia al procione, come il redbone e il bluetick), ad essere riconosciuto dalla FCI

## Origini
I primi cani da caccia europei a giungere sul suolo americano furono i Talbot, antichi segugi inglesi creati per la caccia alla volpe, da cui derivano le quattro razze a tutt'oggi utilizzate per tale pratica (foxhound inglesi e americani, harrier e beagle). L'attenzione dei coloni era tuttavia rivolta maggiormente verso il procione, animale molto diffuso nel Nordamerica e da cui si ricava una carne prelibata. Il procione però, a differenza della volpe, si rifugia sugli alberi: un comportamento che spiazza i segugi inglesi. Servivano dunque cani che, trovata la preda, la costringessero a salire su un albero, e nello stesso tempo abbaiassero e ululassero attorno a questo; in questo modo avrebbero bloccato e braccato i procioni e segnalato la loro presenza ai cacciatori, che avrebbero infine dato il colpo di grazia alla bestia (era impensabile una caccia a cavallo, poiché i procioni vivono principalmente in boschi e foreste; il cacciatore doveva avanzare a piedi, facendosi distanziare molto dai cani in corsa). Un prototipo di questo particolare cane da caccia fu il Black and Tan Virginia Foxhound, ma la vera "rivoluzione" arrivò con i coonhounds (letteralmente: coon, che è un'abbreviazione di raccoon, cioè procione in inglese, e hound, segugio, quindi segugio da procione), che rispondevano perfettamente al tipo di caccia sopra descritta.
In particolare, il black and tan coonhound fu la prima, vera razza di cane da procione creata. Venne selezionato incrociando il Talbot con il bloodhound e il Black and Tan Virginia Foxhound: il primo diede alla razza un prodigioso olfatto (capace di avvertire l'odore di un procione anche tra le cime degli alberi), mentre il secondo rese il fisico del cane più adatto ai terreni boscosi nordamericani. Data la sua resistenza nella corsa e la sua determinazione, la razza venne utilizzata, oltre che per il procione, anche per la caccia all'orso, al cervo, all'opossum, al puma e al lupo.
La razza venne ufficialmente riconosciuta dall'American Kennel Club nel 1945, e recentemente è stata accettata anche dalla Fédération Cynologique Internationale; è l'unica razza di coonhound ad esserlo attualmente.

## Caratteristiche fisiche

### Aspetto generale
Il black and tan coonhound è un cane di taglia media, di tipologia braccoide, mesomorfo e mesocefalo. È di costruzione solida e ben proporzionata, e la sua struttura possiede dei buoni rapporti. È un tipico segugio, nell'aspetto come nel comportamento, con una muscolatura asciutta e un'ossatura ben proporzionata rispetto alle dimensioni corporee. L'impressione generale è quella di cane agile e potente allo stesso tempo.

### Caratteristiche fisiche

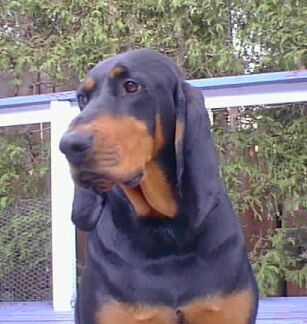
Testa.

Il torace è profondo, mentre il dorso è orizzontale, potente e robusto, con una dolce inclinazione dal garrese alla groppa. L'altezza deve essere proporzionata alla conformazione generale del singolo soggetto, in modo da non presentare il cane troppo lungo o troppo basso sugli arti. La testa è finemente cesellata, con uno stop medio situato a metà tra l'occipite e il tartufo. Essa misura 23–25 cm nei maschi, mentre arriva ai 20–23 cm nelle femmine. Il cranio tende a una forma ovale, mentre le labbra sono pendenti e ben sviluppate. I denti, robusti, affilati e potenti, sono completi e si chiudono a forbice. Il tartufo è nero e ben aperto, mentre il collo è muscoloso, inclinato e di media lunghezza. Le orecchie, che adornano la testa del cane e gli conferiscono un aspetto nobile e maestoso, sono collocate basse e indietro sul cranio; pendono con pieghe e sono molto lunghe, tant'è che distese orizzontalmente superano la punta del tartufo. Gli occhi sono ben incastonati nella testa, profondi e di colore scuro; la gradazione va dal nocciola al marrone scuro, e sono rotondi. La pelle è liscia, priva di pieghe e con una giogaia non eccessiva. Gli arti anteriori sono diritti, con i gomiti ben discesi e non rivolti in avanti né all'indietro; le spalle sono potentemente costruite. I metacarpi sono forti e dritti, i piedi "da gatto", con le dita ben arcuate e compatte e dotate di cuscinetti forti e spessi. L'andatura del black and tan coonhound è rapida e sciolta. La muscolatura è possente e ben sviluppata in tutte le parti del corpo. La coda è forte, inserita leggermente sotto il livello del dorso, portata liberamente e ad angolo pressappoco retto con il posteriore, quando il cane è in azione. Il pelo è corto ma denso per resistere alle intemperie; il colore di fondo è sempre il nero carbone, sul quale si sviluppano poi le focature sopra gli occhi, ai lati del muso, sul petto, sugli arti e sulle cosce. Questa colorazione dà anche origine al nome della razza (black and tan in inglese significa nero focato).
È uno dei coonhound più grossi: i maschi raggiungono i 63–68 cm di altezza e i 35 kg di peso; le femmine, più piccole e leggere, arrivano ad un'altezza di 58–63 cm e al peso massimo di 25 kg.

## Carattere

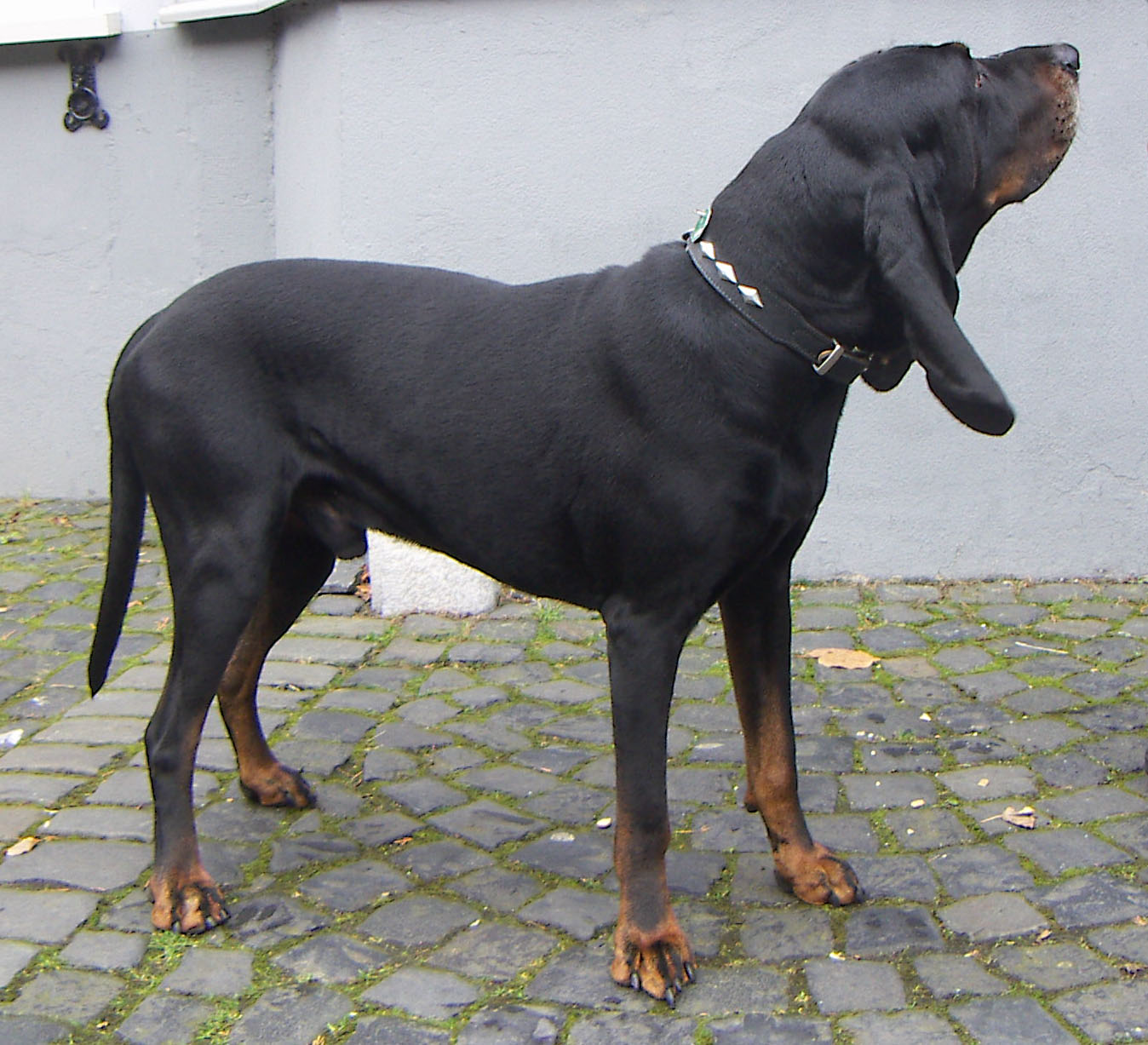
Il black and tan coonhound è un cane dolce, ma indipendente.

Il black and tan coonhound è un cane devoto, affezionatissimo al padrone e alla sua famiglia, amorevole con i bambini dei quali diventa un vivace compagno di giochi. È di carattere docile, amichevole e tranquillo. Tuttavia non è compiacente, anzi piuttosto ostinato, come d'altronde tutti i segugi, per cui sarà bene fin da cucciolo addestrarlo con costanza, coerenza e disciplina. Non è un cane aggressivo o pauroso senza motivo.
Non ha problemi a convivere con altri cani o con altri animali, essendo nato per lavorare in muta. Tuttavia con i secondi è importante prestare attenzione, trattandosi comunque di un cane da caccia.
In senso lato, può svolgere anche il ruolo di cane da guardia: le grandi dimensioni e il colore nero focato (che ricordano cani ben più temibili come avversari da affrontare, quali il dobermann e il rottweiler) intimoriscono  gli estranei, e inoltre ha la tendenza ad abbaiare ed ululare al loro arrivo; tuttavia non si schiera in prima linea per difendere la casa e interviene solo se la minaccia al padrone è incombente.
Tuttavia il black and tan coonhound non è un cane da appartamento: preferisce di gran lunga le attività all'aperto. Gradisce i giochi con i bambini e le passeggiate col padrone, ma l'ideale per lui è girare per boschi e prati, cercando le peste del selvatico e dando sfogo alle sue immense energie. Se in casa è un cane dolce con tutti i membri della famiglia, all'aperto si trasforma in un fiero cacciatore indipendente.

## Salute

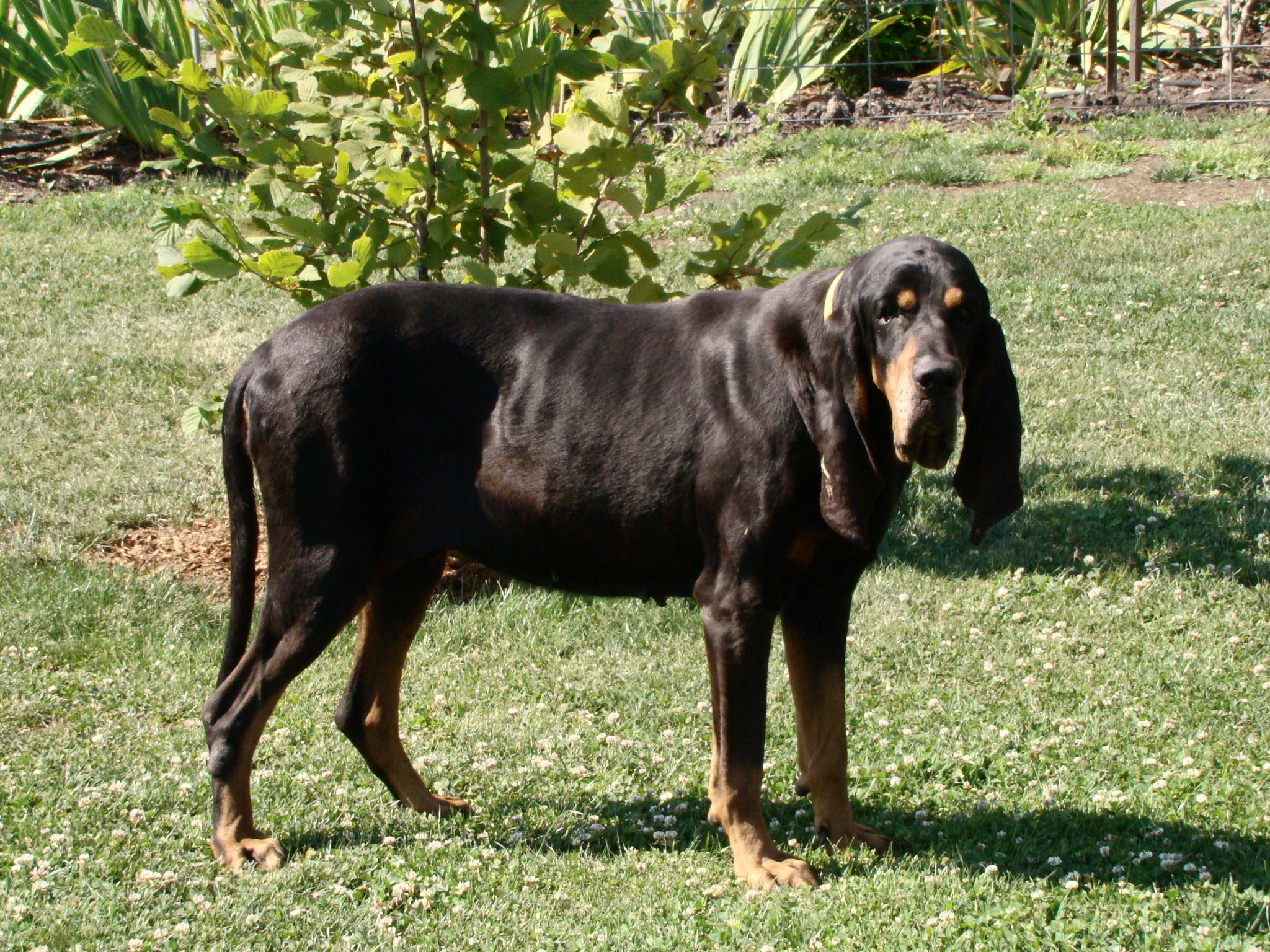
Il black and tan coonhound è un cane di salute forte, in grado di adattarsi a qualsiasi ambiente.

Il black and tan coonhound è un cane robusto, eclettico e rustico. Queste caratteristiche, oltre a permettergli di adattarsi a qualsiasi ambiente e a qualunque temperatura, lo rendono anche poco incline alle malattie: solo in pochi esemplari sono stati riscontrate displasia dell'anca e del gomito; inoltre è importante tenere sotto osservazione le orecchie che, essendo grandi, sono un luogo di proliferazione ideale per i parassiti, soprattutto gli acari.
La vita media della razza si assesta in genere sui 10-12 anni.

## Diffusione
In Europa non è una razza molto conosciuta e diffusa, mentre negli Stati Uniti è, insieme al bluetick coonhound, il cane da procione più diffuso e il coonhound per eccellenza e antonomasia.

## Curiosità
• Il latrato del black and tan coonhound è molto lungo e profondo, terminante con un breve ululato, che usa quando è in caccia per attirare l'attenzione del cacciatore sulla preda scovata, e in particolare per segnalare l'albero su cui il procione si è rifugiato.
• Pippo, la tanto maldestra quanto simpatica spalla di Topolino nelle strisce e cartoni della Walt Disney Company, è ispirato al black and tan coonhound.